# Bammatiurt
Bammatiurt (en rus: Бамматюрт) és un poble de la república del Daguestan, a Rússia. Segons el cens del 2010 tenia 4.337 habitants.